# 65. ceremonia wręczenia nagród Brytyjskiej Akademii Filmowej
65. ceremonia wręczenia nagród Brytyjskiej Akademii Filmowej za rok 2011, odbyła się 12 lutego 2012 w Royal Opera House w Londynie. Nominacje do nagród Akademia ogłosiła 17 stycznia 2012, a prezentację nominacji dokonali brytyjscy aktorzy Holliday Grainger i Daniel Radcliffe oraz przewodniczący BAFTA – Tim Corrie. Nagrody BAFTA zostały wręczone w 23 kategoriach.
10 stycznia 2011 ogłoszono nominacje w dwóch kategoriach: najlepszego filmu zagranicznego i Nagrody dla wschodzącej gwiazdy. Nominacje zostały ogłoszone przy okazji prezentacji ostatecznej listy, na której znajdują się poszczególne zgłoszenia do nominacji. Z tej listy zostali wybrani nominowani do nagród.
Najwięcej nominacji do nagród BAFTA 2011 otrzymał film Artysta w reżyserii Michela Hazanaviciusa, który łącznie został nominowany w dwunastu kategoriach. Jedenaście nominacji otrzymał Szpieg Tomasa Alfredsona. Dziewięć nominacji przypadło filmowi Hugo i jego wynalazek.
Nagrodę Academy Fellowship otrzymał reżyser Martin Scorsese.

## Laureaci i nominowani
Laureaci nagród wyróżnieni są wytłuszczeniem

### Najlepszy film
- Thomas Langmann – Artysta
  - Marc Platt i Adam Siegel – Drive
  - Brunson Green, Chris Columbus i Michael Barnathan – Służące
  - Jim Burke, Alexander Payne i Jim Taylor – Spadkobiercy
  - Tim Bevan, Eric Fellner i Robyn Slovo – Szpieg

### Najlepszy brytyjski film
(Nagroda im. Alexandra Kordy)
- Tomas Alfredson, Tim Bevan, Eric Fellner, Robyn Slovo, Bridget O’Connor i Peter Straughan – Szpieg
  - Lynne Ramsay, Luc Roeg, Jennifer Fox, Robert Salerno i Rory Stewart Kinnear – Musimy porozmawiać o Kevinie
  - Asif Kapadia, James Gay-Rees, Tim Bevan, Eric Fellner i Manish Pandey – Senna
  - Simon Curtis, David Parfitt, Harvey Weinstein i Adrian Hodges – Mój tydzień z Marilyn
  - Steve McQueen, Iain Canning, Emile Sherman i Abi Morgan – Wstyd

### Najlepszy film nieanglojęzyczny
- Pedro Almodóvar i Agustin Almodovar – Skóra, w której żyję • Hiszpania
  - Wim Wenders i Gian-Piero Ringel – Pina • Niemcy
  - Denis Villeneuve, Luc Déry i Kim McGraw – Pogorzelisko • Kanada
  - François Ozon, Eric Altmayer i Nicolas Altmayer – Żona doskonała • Francja
  - Asghar Farhadi – Rozstanie • Iran

### Najlepsza reżyseria
- Michel Hazanavicius – Artysta
  - Nicolas Winding Refn – Drive
  - Martin Scorsese – Hugo i jego wynalazek
  - Lynne Ramsay – Musimy porozmawiać o Kevinie
  - Tomas Alfredson – Szpieg

### Najlepszy scenariusz adaptowany
- Bridget O’Connor i Peter Straughan – Szpieg
  - George Clooney, Grant Heslov i Beau Willimon – Idy marcowe
  - Steven Zaillian i Aaron Sorkin – Moneyball
  - Tate Taylor – Służące
  - Alexander Payne, Nat Faxon i Jim Rash – Spadkobiercy

### Najlepszy scenariusz oryginalny
- Michel Hazanavicius – Artysta
  - Annie Mumolo i Kristen Wiig – Druhny
  - John Michael McDonagh – Gliniarz
  - Woody Allen – O północy w Paryżu
  - Abi Morgan – Żelazna Dama

### Najlepszy aktor pierwszoplanowy
- Jean Dujardin – Artysta
  - George Clooney – Spadkobiercy
  - Michael Fassbender – Wstyd
  - Gary Oldman – Szpieg
  - Brad Pitt – Moneyball

### Najlepsza aktorka pierwszoplanowa
- Meryl Streep – Żelazna Dama
  - Bérénice Bejo – Artysta
  - Viola Davis – Służące
  - Tilda Swinton – Musimy porozmawiać o Kevinie
  - Michelle Williams – Mój tydzień z Marilyn

### Najlepszy aktor drugoplanowy
- Christopher Plummer – Debiutanci
  - Kenneth Branagh – Mój tydzień z Marilyn
  - Jim Broadbent – Żelazna Dama
  - Jonah Hill – Moneyball
  - Philip Seymour Hoffman – Idy marcowe

### Najlepsza aktorka drugoplanowa
- Octavia Spencer – Służące
  - Jessica Chastain – Służące
  - Judi Dench – Mój tydzień z Marilyn
  - Melissa McCarthy – Druhny
  - Carey Mulligan – Drive

### Najlepsza muzyka
(Nagroda im. Anthony’ego Asquitha)
- Ludovic Bource – Artysta
  - John Williams – Czas wojny
  - Trent Reznor i Atticus Ross – Dziewczyna z tatuażem
  - Howard Shore – Hugo i jego wynalazek
  - Alberto Iglesias – Szpieg

### Najlepsze zdjęcia
- Guillaume Schiffman – Artysta
  - Janusz Kamiński – Czas wojny
  - Jeff Cronenweth – Dziewczyna z tatuażem
  - Robert Richardson – Hugo i jego wynalazek
  - Hoyte van Hoytema – Szpieg

### Najlepsza scenografia
- Dante Ferretti i Francesca Lo Schiavo – Hugo i jego wynalazek
  - Laurence Bennett i Robert Goulduy – Artysta
  - Rick Carter i Lee Sandales – Czas wojny
  - Stuart Craig i Stephenie McMillan – Harry Potter i Insygnia Śmierci. Część II
  - Maria Djurkovic i Tatiana MacDonald – Szpieg

### Najlepsze kostiumy
- Mark Bridges – Artysta
  - Sandy Powell – Hugo i jego wynalazek
  - Michael O’Connor – Jane Eyre
  - Jill Taylor – Mój tydzień z Marilyn
  - Jacqueline Durran – Szpieg

### Najlepsza charakteryzacja i fryzury
- Marese Langan – Żelazna Dama
  - Julie Hewett i Cydney Cornell – Artysta
  - Amanda Knight i Lisa Tomblin – Harry Potter i Insygnia Śmierci. Część II
  - Morag Ross i Jan Archibald – Hugo i jego wynalazek
  - Jenny Shicore – Mój tydzień z Marilyn

### Najlepszy dźwięk
- Philip Stockton, Eugene Gearty, Tom Fleischman i John Midgley – Hugo i jego wynalazek
  - Nadine Muse, Gérard Lamps i Michael Krikorian – Artysta
  - Stuart Wilson, Gary Rydstrom, Andy Nelson, Tom Johnson i Richard Hymns – Czas wojny
  - James Mather, Stuart Wilson, Stuart Hilliker, Mike Dowson i Adam Scrivener – Harry Potter i Insygnia Śmierci. Część II
  - John Casali, Howard Bargroff, Doug Cooper, Stephen Griffiths i Andy Shelley – Szpieg

### Najlepsze efekty specjalne
- Tim Burke, John Richardson, Greg Butler i David Vickery – Harry Potter i Insygnia Śmierci. Część II
  - Ben Morris i Neil Corbould – Czas wojny
  - Joe Letteri, Dan Lemmon i R. Christopher White – Geneza planety małp
  - Rob Legato, Ben Grossman i Joss Williams – Hugo i jego wynalazek
  - Joe Letteri – Przygody Tintina

### Najlepszy montaż
- Gregers Sall i Chris King – Senna
  - Anne-Sophie Bion i Michel Hazanavicius – Artysta
  - Matthew Newman – Drive
  - Thelma Schoonmaker – Hugo i jego wynalazek
  - Dino Jonsater – Szpieg

### Najlepszy film animowany
- Gore Verbinski – Rango
  - Sarah Smith – Artur ratuje gwiazdkę
  - Steven Spielberg – Przygody Tintina

### Najlepszy film dokumentalny
- Asif Kapadia – Senna
  - Martin Scorsese – George Harrison
  - James Marsh i Simon Chinn – Projekt Nim

### Najlepszy krótkometrażowy film animowany
- Grant Orchard i Sue Goffe – A Morning Stroll
  - Afarin Eghbal, Kasia Malipan i Francesca Gardiner – Abuelas
  - Robert Morgan – Bobby Yeah

### Najlepszy film krótkometrażowy
- John Maclean i Geraldine O’Flynn – Pitch Black Heist
  - Martina Amati, Gavin Emerson, James Bolton i Ilaria Bernardini – Chalk
  - Rungano Nyoni i Gabriel Gauchet – Mwansa Wspaniały
  - Arash Ashtiani i Anshu Poddar – Only Sound Remains
  - Babak Anvari, Kit Fraser i Gavin Cullen – Two and Two

### Najlepszy debiut brytyjskiego scenarzysty, reżysera lub producenta
(Nagroda im. Carla Foremana)
- Paddy Considine i Diarmid Scrimshaw – Tyranozaur (reżyser, producent)
  - Joe Cornish – Atak na dzielnicę (reżyser/scenarzysta)
  - Will Sharpe, Tom Kingsley i Sarah Brocklehurst – Black Pond (reżyser/scenarzysta, scenarzysta, producent)
  - Ralph Fiennes – Koriolan (reżyser)
  - Richard Ayoade – Moja łódź podwodna (reżyser / scenarzysta)

### Nagroda dla wschodzącej gwiazdy
(Głosy publiczności)
- Adam Deacon
  - Chris Hemsworth
  - Tom Hiddleston
  - Chris O’Dowd
  - Eddie Redmayne

### Academy Fellowship
- Martin Scorsese

### Nagroda za brytyjski wkład w rozwój światowego kina
(Nagroda im. Michaela Balcona)
- John Hurt

## Podsumowanie ilości nominacji
(Ograniczenie do dwóch nominacji)
12: Artysta
11: Szpieg
9: Hugo i jego wynalazek
6: Mój tydzień z Marilyn
5: Służące, Czas wojny
4: Drive, Żelazna Dama, Harry Potter i Insygnia Śmierci. Część II
3: Spadkobiercy, Musimy porozmawiać o Kevinie, Senna, Moneyball
2: Wstyd, Idy marcowe, Druhny, Dziewczyna z tatuażem, Przygody Tintina